# Коштінья
Коштінья (порт. Costinha, МФА: [kɔʃˈtiɲɐ], * 1 грудня 1974, Лісабон) — португальський футболіст, півзахисник. По завершенні ігрової кар'єри — спортивний функціонер і футбольний тренер. З 2017 року очолює тренерський штаб команди «Насьонал».
Як гравець насамперед відомий виступами за клуби «Монако» та «Порту», а також національну збірну Португалії.
Чемпіон Франції. Дворазовий володар Суперкубка Франції. Дворазовий чемпіон Португалії. Володар Кубка УЄФА. Переможець Ліги чемпіонів УЄФА. Володар Міжконтинентального кубка.

## Клубна кар'єра
У дорослому футболі дебютував 1993 року виступами за команду лісабонського клубу «Орієнтал», в якій провів два сезони, взявши участь у 32 матчах чемпіонату.
Згодом з 1995 по 1997 рік грав у складі команд португальських клубів «Машіку» та «Насьонал».
Своєю грою за останню команду привернув увагу представників тренерського штабу клубу «Монако», до складу якого приєднався 1997 року. Відіграв за команду з Монако наступні чотири сезони своєї ігрової кар'єри. Більшість часу, проведеного у складі «Монако», був основним гравцем команди. Протягом цих років виборов титул володаря Суперкубка Франції.
2001 року уклав контракт з клубом «Порту», у складі якого провів наступні чотири роки своєї кар'єри гравця. Граючи у складі «Порту» також здебільшого виходив на поле в основному складі команди. За цей час додав до переліку своїх трофеїв два титули чемпіона Португалії, ставав володарем Кубка УЄФА, переможцем Ліги чемпіонів УЄФА, володарем Міжконтинентального кубка.
Протягом 2005—2007 років захищав кольори московського «Динамо» та мадридського «Атлетіко».
Завершив професійну ігрову кар'єру в італійському клубі «Аталанта», за команду якого виступав протягом 2007—2010 років, провівши за цей час лише одну гру в Серії A.

## Виступи за збірну
1998 року дебютував в офіційних матчах у складі національної збірної Португалії. Протягом кар'єри у національній команді, яка тривала 9 років, провів у формі головної команди країни 53 матчі, забивши 2 голи.
У складі збірної був учасником чемпіонату Європи 2000 року у Бельгії та Нідерландах, на якому команда здобула бронзові нагороди, чемпіонату Європи 2004 року у Португалії, де разом з командою здобув «срібло», а також чемпіонату світу 2006 року у Німеччині.

## Кар'єра тренера
Розпочав тренерську кар'єру невдовзі по завершенні кар'єри гравця, 2013 року, очоливши тренерський штаб клубу «Бейра-Мар». Того ж року встиг попрацювати й з командою «Пасуш ді Феррейра».
2016 року став головним тренером команди «Академіка», тренував клуб з Коїмбри один рік, після чого прийняв пропозицію очолити тренерський штаб фуншальського «Насьонала».

## Титули і досягнення
- Чемпіон Франції (1):

«Монако»: 1999-2000
- Володар Суперкубка Франції (2):

«Монако»: 1997, 2000
- Чемпіон Португалії (2):

«Порту»: 2002-03, 2003-04
- Володар Кубка Португалії (1):

«Порту»: 2002-03
- Володар Суперкубка Португалії (2):

«Порту»: 2003, 2004
- Володар Кубка УЄФА (1):

«Порту»: 2002-03
- Переможець Ліги чемпіонів УЄФА (1):

«Порту»: 2003-04
- Володар Міжконтинентального кубка (1):

«Порту»: 2004
- Віце-чемпіон Європи: 2004